# Herrania breviligulata
Herrania breviligulata är en malvaväxtart som beskrevs av Richard Evans Schultes. Herrania breviligulata ingår i släktet Herrania och familjen malvaväxter. Inga underarter finns listade i Catalogue of Life.